# Протока
Прото́к, прото́ка — водоток, являющийся частью другого водотока или соединяющий другие водотоки или водоёмы, который не имеет свойственных реке комплексов русловых образований.
Выделяются два вида проток:
- часть речного русла с одной стороны от руслового острова или другого морфологического элемента сложного речного русла,
- короткий водоток, соединяющий между собой водоёмы: озёра или озеро с рекой, реже реку с озером или две реки[1].

Особые (и местные) названия специфических проток: ерик, гирло, воложка (Волга), полой (Северная Двина), речище (Днепр), стародонье (Дон), пасл (Югра). В Корякии протоки-староречья имеют название култук, боковые протоки, принимающие сток талой воды из тундры и имеющие в половодье более тёмную и чистую воду (в отличие от основной реки), имеют название куюл.